# Moby-Dick

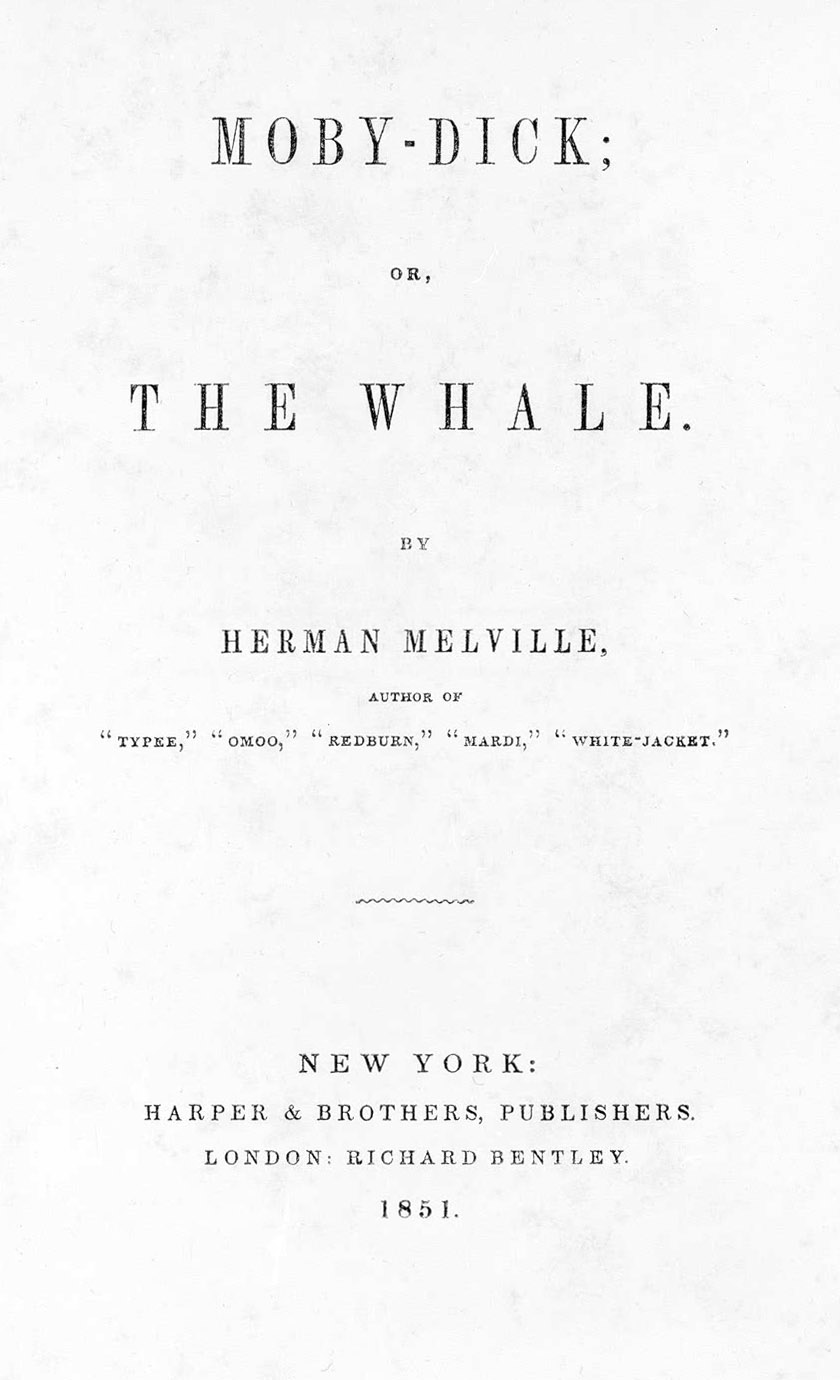
Titelseite der Erstausgabe von Moby-Dick (1851)

Moby-Dick; oder: Der Wal (englisch Moby-Dick; or, The Whale) ist ein 1851 in London und New York erschienener Roman des amerikanischen Schriftstellers Herman Melville (1819–1891). Das erzählerische Rückgrat des Romans ist die schicksalhafte Fahrt des Walfangschiffes Pequod, dessen Kapitän Ahab mit blindem Hass den weißen Pottwal Moby Dick jagt, der ihm einen Unterschenkel abgerissen hatte.
Entlang dieses erzählerischen Fadens, der knapp die Hälfte des Romans ausmacht, reiht Melville zahlreiche philosophische, wissenschaftliche, kunstgeschichtliche und mythologische Exkurse, zu denen noch viele subjektive, mal lyrische, mal auch ironische Betrachtungen des Autors kommen. In diesem Rahmen wird auch die Welt des Walfangs im 18. und 19. Jahrhundert detailreich dargestellt. Melville widmete seinen Roman Moby-Dick dem befreundeten Schriftsteller Nathaniel Hawthorne.

## Schreibweise
Der namensgebende Wal wird meist Moby Dick mit Leerzeichen geschrieben, der Buchtitel oft Moby-Dick mit Bindestrich gemäß der amerikanischen Erstausgabe. Die Gründe für den Bindestrich sind nicht restlos geklärt. Diese Konvention wird auch nicht immer befolgt, denn viele Buchausgaben sind mit Moby Dick betitelt, ebenso wie einige vom Original abgeleitete Werke.

## Handlung und Hauptpersonen
Moby-Dick beginnt mit dem Satz: “Call me Ishmael.” (Deutsch: „Nennt mich Ismael.“). Es folgt die Ich-Erzählung des Matrosen Ismael (sein voller Name wird nie genannt), der aus einer angesehenen Familie stammt und sich entscheidet, als Matrose zur See zu fahren, um seiner Melancholie zu entfliehen. Er spricht von einem unbändigen Drang in ihm, der ihn überkomme, wenn er des Festlands überdrüssig sei. Ismael hat bereits einige Fahrten auf Handelsschiffen hinter sich, will nun aber auf einem Walfänger anheuern.
Mit „ein oder zwei“ in seine Reisetasche gestopften Hemden zieht es Ismael zu der Insel Nantucket, auf der – so Melville – ursprünglich „der erste tote amerikanische Wal strandete“. Zunächst jedoch macht Ismael in New Bedford an der amerikanischen Ostküste Zwischenstation, wo der Walfang nahezu monopolisiert ist und die meisten jungen Männer auf den Walfang-Schiffen anheuern. In der Herberge des ominösen Peter Coffin übernachtet er und begegnet dort dem Harpunier Queequeg, einem am ganzen Körper tätowierten Südseeinsulaner, der möglicherweise einst Kannibale war, sich aber trotz seines zunächst Furcht einflößenden Äußeren bald als Idealbild des „edlen Wilden“ erweist: „ein George Washington im Gewand eines Kannibalen“. Ismael und Queequeg schließen Blutsbrüderschaft.
In Nantucket angekommen, heuern beide auf einem bizarr dekorierten Walfangschiff an, das nach dem Jahrhunderte zuvor ausgerotteten Stamm der Pequod-Indianer benannt ist. Die Warnungen des alten Elias vor dem Kapitän des Schiffes sind unheilschwangere Vorzeichen.
Die Fahrt beginnt am Weihnachtstag. Kapitän Ahab lässt sich anfangs nicht an Deck blicken. Erst auf offener See kommt er aus seiner Kabine und erklärt der Mannschaft in pathetischen Worten das wahre Ziel der Fahrt: Er will Moby Dick, den weißen Wal, der ihm das Bein abgerissen hat, jagen und erlegen. Er nagelt eine ecuadorianische Golddublone an den Hauptmast, die derjenige erhalten soll, der den Wal als erster sichtet. Die Mannschaft, die sich aus Vertretern vieler verschiedener Nationen zusammensetzt und so gleichsam die Welt als Mikrokosmos symbolisiert, lässt sich vom Charisma ihres Kapitäns mitreißen und sich auf dessen Ziel einschwören.
Ahabs Gegenspieler ist der erste Steuermann, Starbuck, ein kühner und erfahrener Seemann, der nüchtern und rational denkt und durch seine Frömmigkeit auffällt. In der Folge kommt es zu mehreren Konfrontationen zwischen Ahab und Starbuck; einmal erwägt Starbuck sogar heimlich, Ahab, der im Laufe der Erzählung immer fanatischer wird, zum Schutz der Mannschaft zu töten, lässt aber im letzten Moment davon ab.

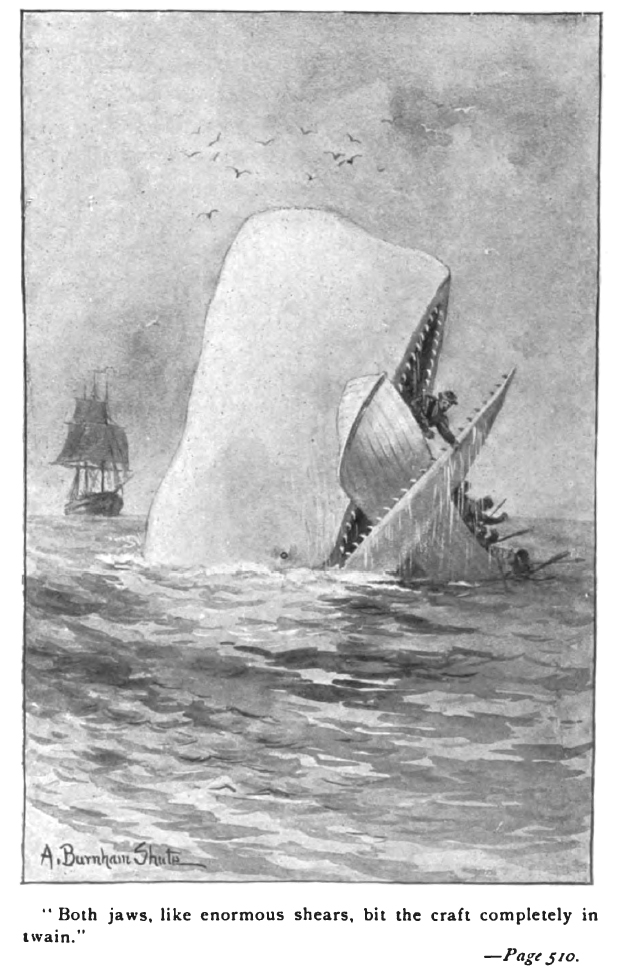
Illustration aus einer Ausgabe von 1892

Nach der Umrundung des Kaps der Guten Hoffnung werden mehrfach Wale gesichtet, gejagt und erlegt. Die Jagd auf die Tiere und die Verarbeitung ihrer Körper werden sachgerecht und detailliert beschrieben. Unterbrochen wird die Fahrt regelmäßig bei Begegnungen mit anderen Schiffen. Ahab befragt deren Kapitäne stets nach dem Weißen Wal.
Eines Tages erkrankt Queequeg schwer und fühlt sein Ende nahen. Auf seinen Wunsch hin wird ihm ein Sarg gezimmert. Doch Queequeg überlebt, weil er, wie er selber sagt, noch Verschiedenes zu erledigen habe, und sein Sarg wird als Ersatz für die zwischenzeitlich verloren gegangene Rettungsboje genutzt. Nach der Fahrt durch den Indischen Ozean und die indonesischen Inseln bekommt die Pequod östlich von Japan endlich Kunde von einer Sichtung des Weißen Wals. Die Jagd auf ihn dauert drei Tage und umfasst drei Konfrontationen. Beim letzten Zusammenstoß wird die Pequod von Moby Dick gerammt und zum Sinken gebracht. Ahab wird in seinem Walboot von einer Bucht der auslaufenden Harpunenleine erfasst und von dem abtauchenden Wal unter Wasser gezogen. Auf Queequegs Sarg kann sich Ismael über Wasser halten und wird von einem anderen Walfänger als einziger Überlebender des Untergangs gerettet.
Hauptpersonen:
- Ismael, Matrose – der Erzähler (im Original: Ishmael)
- Queequeg, Polynesier, Harpunier
- Vater Mapple, Prediger der Kirche von New Bedford
- Kapitän Bildad, Schiffseigner (Teilhaber)
- Kapitän Peleg, Schiffseigner (Teilhaber)
- Elias, Wahnsinniger oder Prophet
- Ahab, der Kapitän
- Starbuck, Erster Steuermann
- Stubb, Zweiter Steuermann
- Flask, Dritter Steuermann
- Tashtego, Gay-Head-Indianer, Harpunier
- Daggoo, Afrikaner, Harpunier
- Fedallah, ein Parse, Harpunier
- Pip, ein Afrikaner, Schiffsjunge
- Der Schiffszimmermann
- Perth, der Schmied

## Stil und Form

### Aufbau
Das Buch Moby-Dick besteht bei einem Gesamtumfang von über 900 Seiten aus 135 Kapiteln mit Überschriften und einem Epilog. Letzterer fehlte in der britischen Originalausgabe. Dem Roman vorgeschaltet ist ein Abschnitt über die Etymologie des Wortes „Wal“ sowie ein Abschnitt mit 81 Zitaten über den Wal aus literarischen, religiösen, fachwissenschaftlichen und anderen Werken.

### Erzählform
Der Roman wird vom Matrosen Ismael in der Ich-Form erzählt. Diese Erzählform wird jedoch immer wieder durchbrochen, ist durchsetzt mit wissenschaftlichen und anderen Exkursen – die wie eingeschobene Essays oder Traktate wirken – und mit dramatischen Szenen, die wie bei einem Theaterstück Regieanweisungen enthalten und durchgehend dialogisch gestaltet sind.
Dabei spielt der Erzähler Ismael, wie Armin Staats in seiner Analyse aufzeigt, eine für die Struktur des Romans entscheidende Doppelrolle: einmal die des naiven, jungen Seemanns, der in ein neues Metier eingeführt wird, und dann die des gereiften Erzählers, der aus dem Rückblick berichtet und reich ist an einer Fülle von Erfahrungen. Durch diesen Umstand wird es möglich, die ursprünglichen Erlebnisse Jung-Ismaels in einem größeren Zusammenhang und aus einer deutenden Perspektive darzustellen.
In den erzählerischen und essayistischen Abschnitten finden sich oft lange, verschachtelte Satzperioden mit komplexen Metaphern und zahlreichen literarischen und biblischen Anspielungen. Melville bedient sich dabei einer Vielfalt stilistischer Mittel und kombiniert mehrere Fachsprachen – die des Walfangs, der Seefahrt, der religiösen, wissenschaftlichen und lyrischen Sprache – und einer Reihe von Dialekten und Soziolekten.
Dieser Stil des Romans entspricht der bunt zusammengewürfelten Mannschaft der Pequod: Er ist ähnlich disparat und facettenreich, wird aber – wie die Mannschaft – zusammengehalten durch das Ziel der Reise, die Jagd auf den Weißen Wal. In der Rezension einer neuen deutschen Ausgabe wird von der Übersetzung eines „phantastischen Bastards aus Abenteuerroman, neubarocker Allegorie und 'Great American Novel'“ gesprochen, eines „zugleich archaischen und modernen Werks“.

### Symbolik
Ahabs Jagd auf den Weißen Wal steht im Widerspruch zu den materiellen Interessen von Mannschaft und Eignern. Dem Steuermann Starbuck erscheint Ahabs Rachsucht gegen das nicht vernunftbegabte Tier Moby Dick gotteslästerlich.
Die Namen der Romanfiguren vereinen in sich zugleich mystische, historische und soziale Motive:
Der Name Ahab nimmt unter anderem Bezug auf den gleichnamigen Herrscher des Nordreichs Israel, der laut biblischer Überlieferung ein gottloser König war. Ihm wird vom Propheten Elija die Strafe Gottes geweissagt; Entsprechendes prophezeit auch die Figur des Elias in Moby Dick.
Der Ich-Erzähler Ismael referiert in dem Kapitel „The Whiteness of the Whale“ („Die Weiße des Wales“, Kapitel XLII) zunächst die traditionellen Assoziationen, wie Schönheit, Unschuld, Ehre, Güte und Gerechtigkeit. Die Farbe Weiß symbolisiert für ihn, wie Armin Staats darlegt, „die höheren Werte in Religion, Kultur und Politik: das Wahre, Gute und Schöne“, der Weiße Wal wird zum Zentralsymbol des Romans.
Im Gegensatz zu der monomanischen Fixierung Ahabs in seinem verzweifelten, einsamen Rachefeldzug begreift Ismael Moby Dick „vor dem Hintergrund der Walwelt und der mythisch kulturellen Tradition“; er orientiert sich am Bild des unerlegbaren Weißen Wales als einem konkreten und abstrakten Sinnbild der Natur; Moby-Dick erweist sich somit als „das Drama eines symbolischen Weltverständnisses“.
Für Cesare Pavese ist das Meer (wie auch in Melvilles Erzählung Benito Cereno) nicht nur Schauplatz, sondern „die einzige sinnlich fassbare Form [...], in der sich nach Melvilles Ansicht das dunkle, ironische und dämonische Zentrum des Universums verkörpern kann“, also nicht nur Allegorie, sondern universeller Mythos.

## Reale Hintergründe

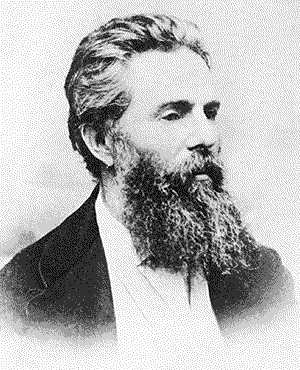
Herman Melville

Reale Hintergründe für die Schilderungen in Moby-Dick waren Melvilles eigene Erfahrungen sowie mehrere ihm bekannt gewordene Ereignisse bzw. Geschichten, die ihrerseits auf wahren Begebenheiten beruhen.

### Eigenes Erleben
Am 3. Januar 1841 heuerte Melville in Nantucket auf dem Walfänger Acushnet an. Die Bedingungen an Bord auf der Fangfahrt in den Pazifik erschienen Melville unzumutbar und er desertierte 1842 beim ersten Zwischenhalt auf der Insel Nukuhiva (Marquesas), wo er zusammen mit einem weiteren Matrosen mehrere Wochen bei einer der Inselgesellschaften als eine Art gefangener Gast verbrachte. Er entkam auf dem australischen Walfänger Lucy Ann und gelangte nach Tahiti. Dort heuerte er als Bootssteuerer auf dem Walfänger Charles and Henry aus Nantucket an und ließ sich im April 1843 auf Hawaii wieder abmustern. Die Erlebnisse auf der Insel verarbeitete er vor allem in seinem Buch Typee.

### Schiffbruch der „Union“ 1807
Das Walfangschiff Union unter dem Kommando von Kapitän Edmund Gardner lief am 19. September 1807 von Nantucket zur Fangfahrt in den Südatlantik aus. Am 10. Oktober gegen 22 Uhr wurde es von einem Rammstoß erschüttert, der einen Wassereinbruch verursachte. Die Besatzung musste das Schiff verlassen und konnte in ihren Booten nach sieben Tagen die Azoren erreichen. Kapitän Gardner vermutete als Ursache für den Rammstoß die Begegnung mit einem Wal. Dieses Ereignis wird von Melville im Kapitel 45 von Moby-Dick kurz erwähnt.

### Untergang der „Essex“
Das Walfangschiff Essex aus Nantucket wurde am 20. November 1820 durch Rammstöße eines Pottwals versenkt. Danach rettete sich die 20-köpfige Besatzung in drei Walfangbooten. Nur fünf Männer in zwei Booten wurden nach drei Monaten Irrfahrt durch den Südpazifischen Ozean gerettet. Sie überlebten, weil sie sich von ihren unterwegs verhungerten und einem erschossenen Kameraden ernährten. Drei weitere Männer überlebten auf der zum Pitcairn-Archipel gehörenden, unbewohnten Insel Henderson.
Owen Chase war der Erste Maat (Steuermann) auf der Essex und einer der Überlebenden der untergegangenen Essex. 1821 verfasste Chase unter dem Titel: The wreck of the whaleship Essex einen authentischen und detaillierten Bericht in beachtenswerter literarischer Qualität über den Untergang. Das Buch erschien auch in deutscher Sprache unter dem Titel: Tage des Grauens und der Verzweiflung. Von dem damals viel gelesenen Buch war Melville äußerst begeistert, und es gilt als Inspirationsquelle für Melvilles Abenteuerroman Moby-Dick. 1852, ein Jahr nach dem Erscheinen des Werkes, lernte Melville in Nantucket den damaligen Kapitän der Essex, George Pollard kennen.
Der Schriftsteller Nathaniel Philbrick griff im Jahr 2000 das Thema des Untergangs der Essex und der Schicksale der Besatzung in einer neuen und realitätsnäheren, historisch korrekteren Bearbeitung auf, mit dem Buch
In the Heart of the Sea; (deutsch: Im Herzen der See. Die letzte Fahrt des Walfängers Essex.), das 2015 von Ron Howard unter dem Titel „Im Herzen der See“ verfilmt wurde.

### „Mocha Dick“
Im Mai 1839 erschien in der New Yorker Zeitschrift The Knickerbocker der Artikel Mocha Dick: or The White Whale of the Pacific von Jeremiah N. Reynolds. Darin wird die Jagd auf einen weißen Pottwal geschildert, der unter den Walfängern für seine Wildheit besonders bekannt war, häufig vor der Insel Mocha vor der Küste Chiles auftauchte und deshalb Mocha Dick genannt wurde. Die darin beschriebenen Einzelheiten ähneln teilweise denen von Melvilles Roman. Während „Dick“ als rein generische Namensbezeichnung wie „Tom“ oder „Jack“ betrachtet wird, gibt es keine Erkenntnisse, was Melville dazu veranlasste, „Mocha“ in „Moby“ umzuwandeln, vielleicht wollte er das spanische „Mocha“ nur anglisieren.

### „United States Exploring Expedition“
Als weitere Quelle für Romandetails wird auf den Bericht von der United States Exploring Expedition in die Südsee von 1838 bis 1842 hingewiesen. Von den 100 Exemplaren der offiziellen Narrative of the United States Exploring Expedition besorgte sich auch Melville ein Exemplar. Literaturwissenschaftlern zufolge sind in seinem Werk immer wieder Einflüsse aus diesem Expeditionsbericht zu entdecken. So soll beispielsweise die Beschreibung Queequegs von der Abbildung eines tätowierten Maorihäuptlings im zweiten Band der Narratives inspiriert sein. Es wird auch vermutet, dass der sehr umstrittene Expeditionsleiter Charles Wilkes als Vorbild für die tragische Figur Kapitän Ahabs diente.

### Richard Henry Dana, Jr.
1840 erschien das Buch Two Years Before the Mast von Richard Henry Dana, Jr. Es schilderte die Reise, die den Autor als Matrosen auf einem Segelschiff 1834–1836 von Boston nach Kalifornien und wieder zurück geführt hatte. Melville lobte das Buch in White-Jacket (dt. Weißjacke oder die Welt auf einem Kriegsschiff) als beste aller bisherigen Beschreibungen der Passage ums Kap Hoorn. Auch während der Abfassung des Moby Dick korrespondierte er mit Dana. Am 1. Mai 1850 schrieb er ihm, dass eine literarische Darstellung des Walfangs nicht leicht falle: aus Walspeck sei nur schwer Poesie zu pressen. Besonders was Details zur Seemannssprache und zur Südsee angeht, hat Melville nicht nur auf eigene Erfahrungen, sondern auch auf Danas Werk zurückgegriffen.

## Rezeption
Der Roman erschien 1851 zuerst in London und kurz danach in New York. Während die britischen Rezensionen im Ganzen eher freundlich bis neutral ausfielen, waren fast alle Besprechungen in den USA sehr negativ – wobei als Beleg häufig die zwei negativsten britischen Rezensionen als autoritative Quellen zitiert wurden, ein Zeichen für die noch wenig entwickelte amerikanische Literaturkritik. Das vernichtende Urteil der amerikanischen Kritiker hatte vor allem zwei Gründe: Zum einen war der Literaturbetrieb in den USA seinerzeit stark religiös geprägt, Melville aber spottet in Moby Dick immer wieder über traditionelle Religion und erklärt den Götzendienst Queequegs als dem Christentum gleichwertig. In der Londoner Ausgabe waren, im Gegensatz zur amerikanischen, fast alle religionskritischen Aussagen herausgenommen, was die teilweise gemäßigteren Kritiken der britischen Rezensionen erklärt. Zum anderen war Melville durch stark autobiografische Romane aus der Südsee bekannt geworden, die großen Erfolg hatten, während Moby Dick ein ganz anderes und neuartiges Buch war und darum auf Unverständnis stieß.
Die negative Rezeption führte dazu, dass Melville und Moby Dick rasch in Vergessenheit gerieten. Noch in einer Geschichte der amerikanischen Literatur von 1909 findet sich auf 500 Seiten gerade einmal gut eine Seite über Melville; dort wird Moby Dick zwar als sein „Meisterwerk“ bezeichnet, zugleich aber kritisiert, dass es ein „unausgeglichenes Werk von übertriebener Länge“ sei, geschrieben in einem „teils gequälten Stil“.
Melville starb 1891 und erlebte die Wiederentdeckung seines größten Buchs nicht mehr, die mit den 1890er Jahren begann, als die erste Neuausgabe erschien. Bis 1919, dem 100. Geburtstag Melvilles, hatte die neue Einschätzung bereits an Bedeutung gewonnen. Seit den 1920er Jahren wird das Buch als Klassiker sowohl der amerikanischen als auch der Weltliteratur anerkannt.
In dem sechs Jahre nach „Moby Dick“ veröffentlichten Roman The Confidence-Man (dt. Maskeraden oder Vertrauen gegen Vertrauen) erläutert Melville seinen Aufbau originärer Figuren, deren Qualität er an Schöpfungen wie Shakespeares Hamlet, Cervantes’ Don Quijotes oder Miltons Satan misst. Der Aufbau einer derartigen Figur dient Melville zugleich dazu, „eine ideologie- und gesellschaftskritische Perspektive“ einzunehmen. Ahabs Monomanie ist demnach nicht als individuelles Schicksal zu deuten, sondern als Ausdruck „kultur-, gesellschafts-, zivilisationskritischer Wirklichkeit, d. h. begründet in den Widersprüchen der zeitgenössischen Wirklichkeit.“ Melville reichte dabei die Originalität des Stoffes Walfang nicht aus, ihm ging es um die grundsätzlichere Frage nach der Möglichkeit einer amerikanischen Nationalliteratur, ohne dabei auf die traditionelle, im Rahmen feudalistisch-hierarchischer Gesellschaftsordnungen entwickelte Auffassung vom Helden und seinem tragischen Fall zu verzichten.
In der heutigen literaturwissenschaftlichen Wertung gilt „Moby Dick“ auch im deutschsprachigen Raum nach wie vor als „Meisterwerk zur Autobiographie eines Jahrhunderts, zur Autobiographie einer Nation, zur barocken Summe menschlicher Erfahrung von Jahrtausenden“.
Zu diesem verspäteten Durchbruch dürfte beigetragen haben, dass Stil und Form von Moby Dick nicht unähnlich dem mehrerer großer Romane der klassischen Moderne sind. Wie John Dos Passos, Alfred Döblin, Robert Musil und James Joyce hat Melville in Moby Dick versucht, die ganze moderne Welt in ihrer Vielfalt und Zersplitterung abzubilden und deren Komplexität durch literarische Verweise auf Mythologie und Religion wieder zu einem Ganzen zu formen. Ein anderer Vertreter der klassischen Moderne, William Faulkner, erklärte 1927 Moby Dick zu dem Buch, das er am liebsten selbst geschrieben hätte.
Aus heutiger Sicht bleibt anzumerken, dass Melvilles Moby Dick – ähnlich wie Defoes Robinson Crusoe und Cervantes’ Don Quijote – als Paradebeispiel einer literarischen Vorlage angesehen werden kann, deren hoher Bekanntheitsgrad weniger dem Original selbst als vielmehr dessen zahlreichen Bearbeitungen für Film, Fernsehen und Hörspiel sowie als Jugendbuch zu verdanken ist.
Von 2006 bis 2024 arbeitete eine Gruppe von Kulturwissenschaftlern an einem umfangreichen Kommentar zur Erschließung aller 135 Kapitel des Romans. Die fortlaufenden Ergebnisse des Projekts wurden von 2012 bis 2024 in jeder Ausgabe der Neuen Rundschau des Fischer-Verlags vollständig veröffentlicht.

## Als Namensgeber
- Zahlreiche Figuren aus Melvilles Roman waren Vorlage für die Benennung geografischer Objekte in der Antarktis, konkret im Grahamland auf der Antarktischen Halbinsel. Hierzu zählen der Ishmael Peak, Mount Ahab, der Starbuck-Gletscher, der Stubb-Gletscher, der Flask-Gletscher, Mount Queequeg, der Daggoo Peak, der Tashtego Point, der Mapple-Gletscher, der Bildad Peak, Mount Fedallah, der Peleg Peak und die Pip-Kliffs. Der Spouter Peak ist nach der Gaststätte Spouter Inn im dritten Kapitel und der Pequod-Gletscher nach dem Schiff benannt. Darüber hinaus trägt zu Ehren des Autors der Melville-Gletscher seinen Namen. Die Kaffeekette Starbucks ist nach der Figur Starbuck benannt.

## Ausgaben

### Englischsprachige Ausgaben
Die erste Ausgabe von Moby Dick erschien am 18. Oktober 1851 in drei Bänden unter dem Titel The Whale bei Richard Bentley in London. In dieser Ausgabe fehlt (aus ungeklärten Gründen) der Epilog. Außerdem hatte der britische Zensor eine Reihe von kritischen Äußerungen über Monarchien und über die christliche Kirche entfernen lassen. Die erste amerikanische Ausgabe erschien, ohne diese Streichungen, unter dem Titel Moby-Dick; or, The Whale am 14. November 1851 in New York bei Harper & Brothers.
Melville widmete Moby Dick ursprünglich dem amerikanischen Schriftsteller Nathaniel Hawthorne, dessen bekannter Roman The Scarlet Letter (deutsch: Der scharlachrote Buchstabe) kurz zuvor erschienen war.
Heute sind zahlreiche unterschiedliche englische Ausgaben erhältlich.

### Übersetzungen ins Deutsche
Zahlreiche Übersetzungen von Moby Dick liegen in deutscher Sprache vor, zum Beispiel:
| Übersetzer                                                | Verlag                             | Erscheinungsjahr       | Kommentar |
| --------------------------------------------------------- | ---------------------------------- | ---------------------- | --- |
| Wilhelm Strüver                                           | Theodor Knaur Nachfahren           | 1927 Berlin            | Herausgegeben von Thomas Mann. „Sie drückt vor allem eins aus: Verachtung für den übersetzten Text. Fast zwei Drittel fand dieser dolmetschende Zensor offenbar so schlecht, dass er sie ganz wegließ.“ – Dieter E. Zimmer, 2001                       |
| Margarete Möckli von Seggern                              | Büchergilde Gutenberg              | 1942 Zürich            | „[…] die erste (nahezu) vollständige […] demonstriert […], daß man nicht übersetzen kann, was man nicht verstanden hat.“ – Dieter E. Zimmer, 2001 |
| Fritz Güttinger                                           | Manesse Verlag                     | 1944 Zürich            | „Sie versuchten das Befremden zu minimieren, indem sie Melville mit teils beachtlicher Sprachfantasie umschrieben.“ – Dieter E. Zimmer, 2001 |
| Theresia Mutzenbecher unter Mitwirkung von Ernst Schnabel | Claassen & Goverts                 | 1946 Hamburg           | „Sie versuchten das Befremden zu minimieren, indem sie Melville mit teils beachtlicher Sprachfantasie umschrieben.“ – Dieter E. Zimmer, 2001 |
| Botho Henning Elster                                      | Deutscher Bücherbund               | 1951 Düsseldorf        | Der Übersetzer vertritt in seinem Nachwort unter anderem die Meinung, dass die Historie des Walfangs und die naturwissenschaftlichen Darstellungen der Wale den „rassigen Gang der prachtvollen Seemannsgeschichte stören“, und er diese daher kürzte. |
| Alice und Hans Seiffert                                   | Dieterich’sche Verlagsbuchhandlung | 1956 Leipzig           | „Sie wollten es nicht besser machen als der Autor, nur annähernd genauso gut.“ – Dieter E. Zimmer, 2001 |
| Richard Mummendey                                         | Winkler Verlag                     | 1964 München           | „[Kam] dem recht nahe, was man heute von einer guten Übersetzung erwartet.“ – Dieter E. Zimmer, 2001 |
| Matthias Jendis                                           | Hanser Verlag                      | 2001 München           | Die Übersetzung entstand als umfassende Bearbeitung der Rathjen-Version (2004). |
| Friedhelm Rathjen                                         | Zweitausendeins                    | 2004 Frankfurt am Main | |

#### Gekürzte Übersetzungen
Darüber hinaus erschienen noch zahlreiche stark gekürzte (Jugend-)Ausgaben, zum Beispiel:
| Übersetzer             | Verlag                   | Erscheinungsjahr | Kommentar      |
| ---------------------- | ------------------------ | ---------------- | -------------- |
| Karl Bahnmüller        | Ensslin & Laiblin Verlag | 1950 Reutlingen  | ca. 390 Seiten |
| Hans Trausil           | Verlag dt. Volksbücher   | 1958 Stuttgart   | ca. 470 Seiten |
| Thomas Trent           | W. Fischer-Verlag        | 1959 Göttingen   | ca. 284 Seiten |
| Gerhard Lorenz         | Eduard Kaiser Verlag     | 1965 Klagenfurt  | ca. 390 Seiten |
| Hans Hecke             | Tosa Verlag              | 1974 Wien        | ca. 270 Seiten |
| Günther Sachse         | Loewe Verlag             | 1984 Bayreuth    | ca. 240 Seiten |
| Maria Czedik-Eysenberg | Ueberreuter              | 1992 Wien        | ca. 250 Seiten |

#### Übersetzungen von Rathjen und Jendis
Um die deutschen Übersetzungen von Jendis und Rathjen entstand eine Kontroverse. Friedhelm Rathjen hatte Anfang der 1990er Jahre für eine von drei Editoren entworfene Werkausgabe eine Übersetzung erstellt, die von Hanser eingekauft, aber zunächst nicht publiziert wurde. Nach dem Absprung der ursprünglich vorgesehenen Editoren wurde schließlich Daniel Göske als neuer Herausgeber der Werkausgabe verpflichtet; er empfand jedoch die Rathjen-Fassung als unzureichend und ließ sie deshalb im Auftrag des Verlags von Matthias Jendis stark bearbeiten. Nachdem Rathjen es abgelehnt hatte, diese Bearbeitung unter seinem Namen erscheinen zu lassen, einigten sich Rathjen und der Verlag Anfang 2001 auf die Rückgabe der Rechte der unbearbeiteten Fassung an den Übersetzer; dieser verzichtete im Gegenzug auf die Rechte an der bearbeiteten Fassung. Der Verlag publizierte im Herbst 2001 die Jendis-Bearbeitung als „vollständige Neuübersetzung“ des Romans. Dieter E. Zimmer gab 2001 der Version von Jendis den Vorzug: Sie merze die Fehler der früheren Versionen aus, sei genauer, auch wenn sie das Original hier und da vielleicht mehr als nötig schöne. Die Fassung von Rathjen, von der zu diesem Zeitpunkt nur Auszüge öffentlich erschienen waren, sei eine „systematische und dogmatische Verholperung und Verhässlichung.“ Dorothea Dieckmann urteilte 2004 im Deutschlandfunk dagegen, die Jendis-Fassung komme dem Leser zwar entgegen, aber darin liege ihre Problematik. Rathjens Version erhalte und unterstreiche die Eigentümlichkeiten des Originals. „Daher die Poesie seines Moby Dick.“ Der Walfanghistoriker Klaus Barthelmess meinte 2005, er habe den Roman noch nie mit so viel Gewinn gelesen wie in der Version von Rathjen.
Zwei Hauptbeteiligte der Kontroverse legten ihre Auffassungen öffentlich dar:
- Friedhelm Rathjen: Fährendienste: Öffentliche Erinnerungen und Bekenntnisse eines selbstgerechten Übersetzers. In: Schreibheft 57/2001. (Versuch des Übersetzers, die „Prinzipien“ seines Vorgehens zu begründen.)
- Wolfgang Matz: Willensverwirrungen verwickelter Worte. Einige Anmerkungen zu Friedhelm Rathjens ‚Moby Dick‘ und zum Übersetzen überhaupt. In: Neue Rundschau, 4/2004 (Kritik des Hanser-Lektors an der von ihm zuvor betreuten Rathjen-Übersetzung).

2021 erschien eine wissenschaftliche Untersuchung der Übersetzung Friedhelm Rathjens von Jutta Seeger-Vollmer. Darin untersucht sie den Grad der Texttreue von Rathjens Übersetzung und deckt die (von den Übersetzern bislang wenig beachteten) sprachlichen Besonderheiten von Moby Dick auf. Sie machen das Werk zu einer Besonderheit in der amerikanischen Literatur des 19. Jahrhunderts.
Der Verlag Zweitausendeins veröffentlichte von der Übersetzung durch Friedhelm Rathjen 2006 auch eine vollständige, dreißigstündige Hörbuch-Version, gelesen von Christian Brückner.

### Weitere Übersetzungen

#### Übersetzung in japanische Emoticons (Emoji)
Emoji Dick ist eine durch Crowdsourcing und Crowdfunding finanzierte Übersetzung des Werks in japanische Emoticons, sogenannte Emojis, aus dem Jahr 2010. Herausgebracht wurde die Übersetzung in Piktogramme von Fred Benenson, ein US-amerikanischer Programmierer, Entrepreneur und Autor von How to Speak Emoji (2015). Das Vorwort von Emoji Dick schrieb Paddy Johnson, Redaktionsleiter von Art F City, welches Benenson als "too good for this book" bewertet. Die genutzten Emojis wurden von Apple Emoji Designer Olli Wagner kreiert.
Benenson entschied sich für Moby Dick, da es ein öffentlich zugängliches Werk war – Grundlage seiner Übersetzung war die Ausgabe auf Project Gutenberg – und da er den Wal-Emoji mochte. Jeder der 6.438 Sätze des Buches wurde 2009 dreimal von einem Amazon Mechanical Turk-Mitarbeiter übersetzt. Diese Ergebnisse wurden von einer weiteren Gruppe von Mitarbeitern bewertet, und die beliebteste Version jedes Satzes wurde für die Aufnahme in dieses Buch ausgewählt. Der berühmte Beginn des Romans, „Nennt mich Ismael.“, wurde zum Beispiel in „☎️👨⛵🐋👌“ übersetzt. Insgesamt haben über achthundert Menschen knapp sechs Wochen damit verbracht, dieses Buch zu erstellen. Jeder Mitarbeiter erhielt fünf Cent pro Übersetzung und zwei Cent pro Abstimmung pro Übersetzung. Die Mittel zur Bezahlung der Amazon Turk-Mitarbeiter und zum Druck der ersten Auflage dieses Buches wurden innerhalb von dreißig Tagen über die Finanzierungsplattform Kickstarter von dreiundachtzig Personen aufgebracht. Diese, wie auch Identifikationsnummer der Amazon Turk-Mitarbeiter, werden in der Danksagung aufgezählt. 2013 nahm die US Library of Congress Emoji Dick in ihren Bestand auf.

## Primärliteratur
Genannt wird jeweils eine aktuell verfügbare Ausgabe (Stand 2025) einer Übersetzung.
- Herman Melville: Moby Dick. Übersetzt von Alice und Hans Seiffert. Insel Verlag, Berlin 2013, ISBN 978-3-458-36239-5.
- Herman Melville: Moby Dick oder der weiße Wal. Übersetzt von Wilhelm Strüver. Anaconda Verlag, Köln 2015, ISBN 978-3-86647-764-3.
- Herman Melville: Moby-Dick oder Der Wal. Übersetzt von Friedhelm Rathjen. Jung und Jung, Salzburg/Wien 2016, ISBN 978-3-99027-087-5.
- Herman Melville: Moby-Dick. Übersetzt von Matthias Jendis. dtv, München 2017, ISBN 978-3-423-14613-5.
- Herman Melville: Moby Dick. Übersetzt von Theresia Mutzenbecher und Ernst Schnabel. Diogenes Verlag, Zürich 2019, ISBN 978-3-257-24498-4.
- Herman Melville: Moby Dick. Übersetzt von Alice und Hans Seiffert. Schmuckausgabe mit Illustrationen von Kai Würbs. Coppenrath, Münster 2024, ISBN 978-3-649-64679-2.

## Buchillustrationen
Genannt werden der Illustrator und das Erscheinungsjahr:
- Rockwell Kent (1930)

## Verfilmungen
- 1926: Wenn Meer und Himmel sich berühren (The Sea Beast), Stummfilm, Regisseur Millard Webb, in der Hauptrolle John Barrymore[34]
- 1930: Moby Dick, Regisseur Lloyd Bacon, in der Hauptrolle John Barrymore[35]
- 1931: Dämon des Meeres, Regisseur Michael Curtiz, in der Hauptrolle Wilhelm Dieterle
- 1956: Moby Dick, Regisseur John Huston, in der Hauptrolle Gregory Peck[36]
- 1971: Moby Dick, unfertiger Kurzfilm, Regisseur Orson Welles, in der Hauptrolle Orson Welles
- 1978: Moby Dick, Regisseur Paul Stanley, in der Hauptrolle Jack Aranson
- 1996: The Adventures of Moby Dick, Zeichentrick-Kurzfilm, Regisseure Laura Shepherd, Garry Blye und Henry Less, mit Lawrence Bayne und Desmond Ellis
- 1998: Moby Dick, Miniserie, Regisseur Franc Roddam, in der Hauptrolle Patrick Stewart
- 1999: Moby Dick, Zeichentrick-Kurzfilm, Regisseur Natalya Orlova, in der Hauptrolle Rod Steiger
- 2004: Kapitän Ahab, Kurzfilm, Regisseur Philippe Ramos, mit Frederic Bonpart und Valérie Crunchant[37]
- 2010: 2010: Moby Dick, Fernsehfilm, Regisseur Trey Stokes, mit Barry Bostwick und Renée O’Connor[38]
- 2011: Moby Dick, Miniserie, Regisseur Mike Barker, mit William Hurt und Ethan Hawke

Des Weiteren gibt es mehrere freie Bearbeitungen und Adaptionen des Stoffes für Kino- oder Fernseh-Produktionen, darunter:
- 1967–1969: Moby Dick and Mighty Mightor, Zeichentrickserie
- 1984: Samson & Sally, Zeichentrickfilm, Regisseur Jannik Hastrup
- 1986: Dot and the Whale, Zeichentrickfilm, Regisseur Yoram Gross
- 1994: Der Pagemaster – Richies fantastische Reise, Regisseure Pixote Hunt und Joe Johnston
- 1997: Hakugei: Legend of the Moby Dick, Zeichentrickfilm, Regisseur Osamu Dezaki
- 2004–2005: Das Geheimnis von Mu, Zeichentrickserie
- 2011: Age of the Dragons, Regisseur Ryan Little
- 2013: The Whale, Regisseur Alrick Riley
- 2015: Im Herzen der See, Regisseur Ron Howard
- 2018: Beyond White Space - Dunkle Gefahr, Regisseur Ken Locsmandi

## Comics
- Olivier Jouvray, Pierre Alary, Swantje Baumgart: Moby Dick. deutsche Ausgabe: Splitter, Bielefeld 2014, ISBN 978-3-95839-043-0.
- Christophe Chabouté: Moby Dick. deutsche Ausgabe: Egmont Graphic Novel, Berlin 2015, ISBN 978-3-7704-5523-2.
- Will Eisner: Moby Dick. NBM Publishing Company 1988
- Sylvain Venayre, Herman Melville, Isaac Wens: Auf der Suche nach Moby Dick. Knesebeck, 2020, ISBN 978-3-95728-440-2.[39]

## Hörspiele
Klaus Buhlert bearbeitete den Stoff und führte Regie bei dem fast neunstündigen Hörspiel, das er 2002 für den Bayerischen Rundfunk aufnahm. Erzähler ist Felix von Manteuffel, Ismael wird von Rufus Beck gesprochen, Starbuck von Ulrich Matthes und Ahab von Manfred Zapatka.
Weitere Produktionen:
- 1948: Moby Dick oder Der weiße Wal (3 Teile) (Produktion des NWDR Hamburg) – Regie: Gustav Burmester, mit Hans Quest (Ismael), Hermann Schomberg (Ahab), Peter Mosbacher (Starbuck), Claus Hofer (Stubb)
- 1950: Moby Dick (Produktion des SWF) – Regie und Hauptrolle: Josef Pelz von Felinau (Kapitän Ahab), mit Alda Altenkirch (Starbuck)
- 1953: Moby Dick (Produktion des BR) – Regie: Helmut Brennicke, mit Walter Richter (Ahab, Kapitän der Pequod), Hans Cossy (Starbuck, erster Steuermann)
- 1964: Moby Dick oder Der weiße Wal (2 Teile) (Produktion des SDR) – Regie und Hauptrolle: Walter Andreas Schwarz (Ismael), mit Heinz Klevenow (Ahab), Klausjürgen Wussow (Starbuck), Wolfgang Wahl (Stubb)
- 1965: Moby Dick (Produktion des SR) – Regie: Raoul Wolfgang Schnell, mit Ludwig Thiesen (Ismael), Helmut Peine (Ahab), Roderich Wehnert (Starbuck), Gerhard Jentsch (Stubb)
- 1972: Moby Dick – Die Jagd auf den weißen Wal (Produktion des Labels EUROPA) – Regie: Dagmar von Kurmin, mit Siegmar Schneider (Ismael), Benno Gellenbeck (Kapitän Ahab), Joachim Rake (Starbuck, 1. Steuermann), Bernd Kreibich (Stubb, 2. Steuermann)

## Hörbücher
- Moby Dick (gelesen von Rolf Boysen), Universal Music, Berlin 2007, ISBN 978-3-8291-1946-7.
- Moby Dick (gelesen von Jona Mues), JUMBO Neue Medien & Verlag GmbH, Hamburg 2014, ISBN 978-3-8337-3335-2.
- Moby-Dick oder Der Wal (gelesen von Christian Brückner), Parlando, Berlin 2016, ISBN 978-3-941004-77-1.
- Moby Dick oder Der Wal. Gesprochen von: Markus Pol (ungekürzt: 22h19min.) (Audio Media Digital) (2023)
- Moby Dick. Gesprochen von: Lutz Küppers (7h19min) (SAGA Egmont) (2018)

## Vertonungen
- 1940: Bernard Herrmanns Kantate Moby Dick für Männerchor, Solisten und Orchester, mit einem Text von W. Clark Harrington, wird vom New York Philharmonic Symphony Orchestra unter Sir John Barbirolli uraufgeführt.
- 1955: Frankie Laine & the Starlighters veröffentlichen den Song Moby Dick.
- 1969: Led Zeppelin veröffentlichen das Schallplattenalbum Led Zeppelin II mit dem Instrumentalstück „Moby Dick“.
- 1990: Die Auftragskomposition Of Sailors and Whales, op. 78 für Blasorchester von William Francis McBeth, wird uraufgeführt. Die fünf Sätze tragen die Bezeichnungen: Ishmael – Queequeg – Father Mapple – Ahab – The White Whale.
- Ahab! von Stephen Melillo für Blasorchester und Schauspieler (der Komponist legt Wert darauf, dass es kein „Erzähler“ ist) entstand Ende der 90er Jahre.
- 1999: Die Multimedia-Künstlerin Laurie Anderson bedient sich bei ihrem uraufgeführten Bühnenwerk Songs and Stories from Moby Dick des Melville-Stoffs. Das Stück wird 1999 und 2000 in den USA, Italien und Großbritannien gezeigt. Die ersten drei Songs des Anderson-Albums Life on a string („One White Whale“, „The Island Where I Come From“ und „Pieces and Parts“) entstammen diesem Bühnenprojekt.
- 2004: Die amerikanische Progressive/Sludge-Metal-Band Mastodon bezieht sich in ihrem Konzeptalbum Leviathan auf Melville's Werk. Insbesondere, wird im Song Blood and Thunder aus der Perspektive Ahabs die Jagd auf Moby Dick geschildert.
- 2004: Die von Raoul Gehringer komponierte Kinderoper Moby Dick wird im Wiener Musikverein durch die Wiener Sängerknaben uraufgeführt.
- 2006: Die deutsche Doom-Metal-Band Ahab veröffentlicht das auf der literarischen Geschichte basierende Konzeptalbum The Call of the Wretched Sea.
- 2010: Jake Heggies Oper Moby-Dick wird mit großem Erfolg in Dallas uraufgeführt.

## Dramatisierung
Am 7. September 2024 feierte das Stück "Moby Dick" des Theatermachers Robert Wilson ihre Uraufführung am Düsseldorfer Schauspielhaus; es handelt sich um eine freie Bearbeitung des Stoffes.

## Sekundärliteratur
- Richard H. Brodhead (Hrsg.): New Essays on „Moby-Dick“. CUP, Cambridge 1999, ISBN 0-521-30205-6.
- Eugen Drewermann: Moby Dick oder Vom Ungeheuren, ein Mensch zu sein. Walter Verlag, Düsseldorf 2004, ISBN 3-530-17010-0.
- Hans Helmcke: Die Funktion des Ich-Erzählers in Herman Melvilles Roman „Moby Dick“ (= Mainzer amerikanistische Beiträge. Band 1), Hueber, München 1955, DNB 480150923 (Dissertation          Universität Mainz, Philosophische Fakultät 16. Mai 1955).
- Jean-Francois LeRoux: Herman Melville's Moby-Dick: A Documentary Volume (=Dictionary of Literary Biography 349). Gale, Detroit 2009, ISBN 0-7876-8167-9.
- Greil Marcus: Moby Dick; or, The Whale. In: Greil Marcus, Werner Sollors (Hrsg.): A new literary history of America. The Belknap Press of Harvard University Press, Cambridge / London 2009, ISBN 978-0-674-06410-2, S. 283–287.
- Reinhard Möller: Über das Erhabene als ästhetische Herausforderung des Reisens und der Darstellung in Herman Melvilles Moby-Dick. In: Helge Baumann, Michael Weise et al. (Hrsg.): Habt euch müde schon geflogen? Reise und Heimkehr als kulturanthropologische Phänomene. Tectum, Marburg 2010, ISBN 3-8288-2184-7, S. 47–61.
- Moby-Dick = Neue Rundschau 123/2, 2012, ISBN 978-3-10-809089-0.
- Moby-Dick II = Neue Rundschau 131/2, 2020, ISBN 978-3-10-809122-4
- Hershel Parker, Harrison Hayford (Hrsg.): Moby-Dick as Doubloon. Essays and Extracts (1851–1970). Norton, New York 1970, ISBN 0-393-09883-4.
- Owen Chase: Der Untergang der Essex, Die Hanse Verlag, Hamburg 2000, ISBN 3-434-52565-3.
- Nathaniel Philbrick: In the Heart of the Sea: The Tragedy of the Whaleship Essex. Penguin, New York City 2000, ISBN 0-14-100182-8.
  - deutsch von Andrea Kann und Klaus Fritz: Im Herzen der See. Die letzte Fahrt des Walfängers Essex. Goldmann, München 2002, ISBN 3-442-72971-8.
- Jutta Seeger-Vollmer: Schwer lesbar gleich texttreu? Wissenschaftliche Translationskritik zur Moby-Dick-Übersetzung Friedhelm Rathjens. Frank & Timme, Berlin 2021, ISBN 978-3-7329-0766-3.
- Armin Staats: Melville. Moby Dick. In: Hans-Joachim Lang (Hrsg.): Der amerikanische Roman. Von den Anfängen bis zur Gegenwart. Bagel Verlag, Düsseldorf 1972, ISBN 3-513-02213-1, S. 103–141.
- Hubert Zapf (Hrsg.): Amerikanische Literaturgeschichte. 2., aktualisierte Auflage, Metzler, Stuttgart / Weimar 2004, ISBN 3-476-02036-3 (bes. S. 118 f. Reisebericht, Autobiographie, Traktatliteratur und S. 136–139 Explorative Selbstüberschreitung der 'romance': Herman Melville).
- Rudolf Sühnel: Melvilles Moby Dick – Eine einführende Deutung. In: Franz H. Link (Hrsg.): Amerika. Vision und Wirklichkeit, Beiträge deutscher Forschung zur amerikanischen Literaturgeschichte. Athenäum Verlag, Frankfurt am Main / Bonn 1968, DNB 454572719, S. 160–169.
- Marina van Zuylen: Difficulty as an Aesthetic Principle: Realism and Unreadability in Stifter, Melville, and Flaubert (= Studies in English and comparative literature, Band 9), Narr, Tübingen 1993, ISBN 3-8233-5004-8 (Dissertation Harvard University, Cambridge, MA [1993], englisch).